# Thrixopelma
Thrixopelma es un género de arañas migalomorfas de la familia Theraphosidae. Son originarias de Sudamérica en Perú y Chile.  

## Especies
Según The World Spider Catalog 11.0:
- Thrixopelma cyaneolum Schmidt, Friebolin & Friebolin, 2005
- Thrixopelma ockerti Schmidt, 1994
- Thrixopelma pruriens Schmidt, 1998